# Fotogramas de Plata 2002
La 53a cerimònia de lliurament dels Fotogramas de Plata 2002, lliurats per la revista espanyola especialitzada en cinema Fotogramas, va tenir lloc el 3 de març de 2003 a la discoteca Joy Eslava de Madrid. Fou presentada per la mateixa Anabel Alonso amb guió del 'Colectivo Milenarismo'.

## Candidatures

### Millor pel·lícula espanyola
| Pel·lícula       | Director                | Resultat   |
| ---------------- | ----------------------- | ---------- |
| Los lunes al sol | Fernando León de Aranoa | Guanyadora |

### Millor pel·lícula estrangera
| Pel·lícula  | Director       | Resultat   |
| ----------- | -------------- | ---------- |
| El pianista | Roman Polanski | Guanyadora |

### Tota una vida
| Intèrpret    | Resultat   |
| ------------ | ---------- |
| María Isbert | Guanyadora |

### Millor actriu de cinema
| actriu          | Pel·lícula                       | Resultat   |
| --------------- | -------------------------------- | ---------- |
| Mercè Sampietro | Lugares comunes                  | Candidata  |
| Paz Vega        | El otro lado de la cama          | Candidata  |
| Leonor Watling  | A mi madre le gustan las mujeres | Guanyadora |

### Millor actor de cinema
| Actor         | Pel·lícula       | Resultat  |
| ------------- | ---------------- | --------- |
| Javier Bardem | Los lunes al sol | Guanyador |
| Javier Cámara | Hable con ella   | Candidat  |
| José Coronado | La caja 507      | Candidat  |

### Millor actor de televisió
| Actor            | Sèrie de televisió | Resultat  |
| ---------------- | ------------------ | --------- |
| Imanol Arias     | Cuéntame cómo pasó | Guanyador |
| Juan Diego       | Padre Coraje       | Candidat  |
| Guillermo Toledo | 7 vidas            | Candidat  |

### Millor actriu de televisió
| Actriu       | Sèrie de televisió | Resultat   |
| ------------ | ------------------ | ---------- |
| Ana Duato    | Cuéntame cómo pasó | Guanyadora |
| Lola Herrera | Un paso adelante   | Candidata  |
| Terele Pávez | Cuéntame cómo pasó | Candidata  |

### Millor actriu de teatre
| Actriu                                                                | Muntatge                     | Resultat   |
| --------------------------------------------------------------------- | ---------------------------- | ---------- |
| Toni Acosta Pilar Bardem Llum Barrera Beatriz Carvajal Nuria González | 5mujeres.com                 | Candidates |
| Anabel Alonso                                                         | Confesiones de mujeres de 30 | Guanyadora |
| Aitana Sánchez-Gijón                                                  | Las criadas                  | Candidata  |

### Millor actor de teatre
| Actor/Companyia       | Muntatge                 | Resultat  |
| --------------------- | ------------------------ | --------- |
| Emilio Gutiérrez Caba | El príncipe y la corista | Candidat  |
| Tricicle              | Sit                      | Guanyador |
| Antonio Valero        | Defensa de dama          | Candidat  |